# 柾悟郎
柾 悟郎（まさき ごろう、1957年 -）は、日本のSF作家。日本推理作家協会会員。妻は作家の松尾由美。

## 経歴・人物
1987年、第13回ハヤカワ・SFコンテストで『邪眼（イーヴル・アイズ）』が入選（第3席）してデビュー。以降、サイバーパンクの影響の大きな作品を発表。処女作品集『邪眼（イーヴル・アイズ）』には、ブルース・スターリングの序文が寄せられた。
1989年、松尾との合作「エモーショナル・レスキュー」（お茶の水女子大学SF研究会『コスモス』に掲載）でSFファンジン大賞・創作部門を受賞。1991年、評論「SF第三の選択」（SFファンジン『科学魔界』掲載）でSFファンジン大賞・評論部門を受賞。
1993年、電脳都市を舞台とした長編、『ヴィーナス・シティ』で日本SF大賞を受賞。その作風は巽孝之らによって高く評価されている。その後も寡作ながら作品を発表している。

## 受賞歴
- 日本SF大賞　
第14回（1993年） 『ヴィーナス・シティ』[1]

- 星雲賞日本長編部門
第24回（1993年） 『ヴィーナス・シティ』

## 作品リスト

### 著書
- 『邪眼（イーヴル・アイズ）』(ハヤカワ文庫JA)　早川書房　1988年
- 『ヴィーナス・シティ』 早川書房 1992年　のちハヤカワ文庫JA 1995年12月
- 『もう猫のためになんか泣かない』 早川書房 1994年
- 『シャドウ・オーキッド』 コアマガジン 2002年
- 『さまよえる天使』 光文社 2005年

### 雑誌掲載作品

#### 小説
- 「イーヴル・アイズ 邪眼」 - 『S-Fマガジン』1987年12月号
  - 『S-Fマガジン・セレクション 1987』（早川書房編集部 編、ハヤカワ文庫JA、1988年6月）に再録。
- 「裂けてしまいたい」 - 『S-Fマガジン』1988年2月号
- 「お天気がとまらない」 - 『S-Fマガジン』1988年4月号
- 「いちばん上のお兄さん」 - 『S-Fマガジン』1988年6月号
  - 『S-Fマガジン・セレクション 1988』（早川書房編集部 編、ハヤカワ文庫JA、1989年5月）に再録。
- 「風殻」 - 『S-Fマガジン』1988年7月号
- 「緑の中の青い水」 - 『S-Fマガジン』1989年4月号
  - 『S-Fマガジン・セレクション 1989』（早川書房編集部 編、ハヤカワ文庫JA、1990年7月）に再録。
- 「時間のへそ」 - 『S-Fマガジン』1989年7月号
- 「冷たく白く痛い」 - 『S-Fマガジン』1989年9月号
- 「もう猫のためになんか泣かない」 - 『S-Fマガジン』1990年2月号
- 「夜が交わるとき」 - 『S-Fマガジン』1990年10月号
- 「ヴィーナス・シティ」 - 『S-Fマガジン』1992年7月号 - 9月号（連載）
- 「スペシメンＸ28の観察と飼育」 - 『小説宝石』2019年12月号

#### 評論・エッセイ等
- 「題名募集中! (49)」 - 『S-Fマガジン』1988年11月号
- 「ポスト サイバーパンクの身体情報」 - 『インターコミュニケーション』1(3)(2)（1992年10月、NTT出版）
- 『テラプレーン』（ジャック・ウォマック、1992年、ハヤカワ文庫SF）　黒丸尚訳、柾悟郎解説、小阪淳装丁
- 「著者とその本」 - 『新刊展望』1993年1月号（日本出版販売）
- 「SF大賞受賞記念特別インタビュウ 柾悟郎『ヴィーナス・シティ』を語る」 - 『S-Fマガジン』1994年3月号
- 「「21世紀の小説」に関する雑感」 - 『海燕』1994年4月号（ベネッセコーポレーション）